# Vítězný oblouk v Orange
Vítězný oblouk v Orange (francouzsky: Arc de triomphe d'Orange) je vítězný oblouk, který se nachází ve starověkém městě Orange. Jeho počátky sahají hluboko do starověku. Spolu s městem Orange a římským divadlem v Orange bylo římské divadlo v roce 1981 zapsáno na Seznam světového dědictví UNESCO.